# Група на Карме (спътници)
Групата на Карме е група от естествени спътници на Юпитер, намиращи се на сходни орбити около планетата — с голяма полуос между 22,9 и 24,1 милиона km, инклинация между 164,9° и 165,5° и ексцентрицитет между 0,23 и 0,27 (с един спътник който е изключение).
Групата включва (във възходящ ред на разстоянието до Юпитер):
- S/2003 J 17
- S/2003 J 10 – има значителен ексцентрицитет – 0,4295
- Паситея
- Калдена
- Архи
- Исоноя
- Еринома
- Кайла
- Етна
- Тайгета
- S/2003 J 9
- Карме – най-големият спътник, даващ името на групата
- S/2003 J 5
- S/2003 J 19
- Калика
- Евкелада
- Калихора